# لورانس هوبين
لورانس هوبين (بالإنجليزية: Lawrence Hauben)‏ هو كاتب سيناريو وممثل أمريكي، ولد في 3 مارس 1931 بنيويورك في الولايات المتحدة، وتوفي بنفس المكان في 22 ديسمبر 1985. من الجوائز التي نالها جائزة الأوسكار لأفضل كتابة عن عمل أحدهم طار فوق عش الوقواق.

## أعمال

### أفلام
- (1975) أحدهم طار فوق عش الوقواق[3]

## جوائز
- جائزة الأوسكار لأفضل كتابة، عن عمل: أحدهم طار فوق عش الوقواق

## وصلات خارجية
- لورانس هوبين على موقع IMDb (الإنجليزية)
- لورانس هوبين على موقع قاعدة بيانات الفيلم (الإنجليزية)